# عدة جزيري
عدة جزيري (3 أغسطس 1988 بكوبنهاغن في الدنمارك - ) هو لاعب كرة قدم جزائري في مركز الهجوم. لعب مع أولمبي الشلف وسكونثورب يونايتد وليستر سيتي ونادي بلاكبول ونادي بورتسموث ونادي رينجرز ونادي فايله واوكلاهوما سيتي أنرجي ونادي كويه ‏ وبولدكلوبن فرم ونادي فيبورج وFC Hjørring ‏.

## وصلات خارجية
- عدة جزيري على موقع قاعدة بيانات كرة القدم.إي يو (الإنجليزية)
- عدة جزيري على موقع Soccerbase.com (لاعب) (الإنجليزية)